# Berger des Pyrénées
Unter Berger des Pyrénées, Pyrenäenschäferhund, führt die FCI zwei Hunderassen aus dem französischen Teil der Pyrenäen (FCI-Gruppe 1, Sektion 1, Standard Nr. 141 bzw. 138).

## Herkunft und Geschichtliches
Die Pyrenäenhütehunde sind Rassen, die über Jahrhunderte von der Gebirgslandschaft der französischen Pyrenäen und dem ursprünglichen Verwendungszweck – dem selbstständigen Hüten von Schafherden – geprägt wurden. Die Auswahl der Zuchttiere erfolgte ausschließlich hinsichtlich Arbeitsfähigkeit. So entstanden Hunde, die an die Arbeit im Hochgebirge angepasst sind, mit einem hohen Maß an Intelligenz und Selbstbewusstsein, mit viel Mut und noch mehr Energie. Für den Berger des Pyrénées wurde erst in den 1920er Jahren ein Rassestandard definiert. Mitte der 1970er Jahre kamen die ersten Pyrenäenhütehunde nach Deutschland.

## Beschreibung
Es gibt den Pyrenäenhütehund in zwei Rassen. Der glatthaarige Berger des Pyrénées wird Face Rase (frz. mit rasiertem Gesicht) genannt; die andere Rasse heißt A Poil Long (frz. mit langem Haar) oder Museau Normal (frz. normale Schnauze). Bei etlichen dieser langhaarigen Hunde bilden sich durch die dichte Unterwolle im Fell Zotten, die dem Hund im Hochgebirge als Wetterschutz dienen und als „Cadenettes“ bezeichnet werden.
Der Face Rase ist im Gesicht kurzhaarig und hat auch am Körper etwas weniger langes Fell. Die beiden Rassen werden erst seit wenigen Jahren als eigenständige Rassen angesehen und getrennt gezüchtet. Während der Langhaar-Berger weltweit verbreitet ist, ist die Rasse Face Rase noch sehr wenig bekannt.
Die Körpergröße liegt zwischen 40 und 46 cm für die Langhaar-Hündinnen und 42 bis 48 cm für die Langhaar-Rüden. Eine Toleranz von + oder − 2 cm ist bei vollkommen typischen Hunden zulässig. Der Face Rase kann von 40  bis 52 cm (Hündinnen) und 54 cm (Rüden) groß werden.
Der Kopf des Pyrenäenhütehundes ist nahezu dreieckig, mit kurzem Fang und breitem Schädel. Das Fell im Gesicht soll „im Windstoß“ liegen, die Augen frei lassen, damit der Hund eine gute Sicht hat.
Der Berger des Pyrénées kommt in vielen verschiedenen Farben von Blond über verschiedene Braun- und Grauschattierungen bis Schwarz und auch als Harlekin vor. Der Nasenspiegel soll immer schwarz sein, die Augen möglichst dunkel. Die Hinterhand ist deutlich gewinkelt und ermöglicht so den Hunden ihr außergewöhnliches Springvermögen.

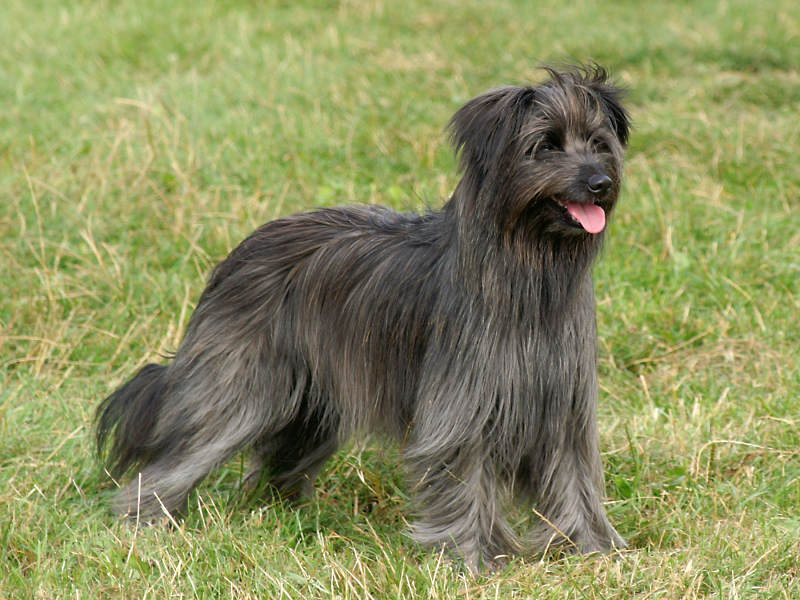
Langhaar
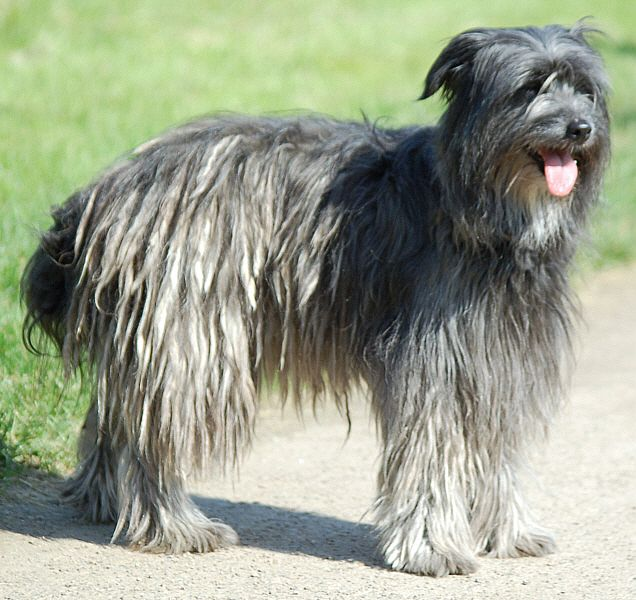
Langhaar mit Zotten
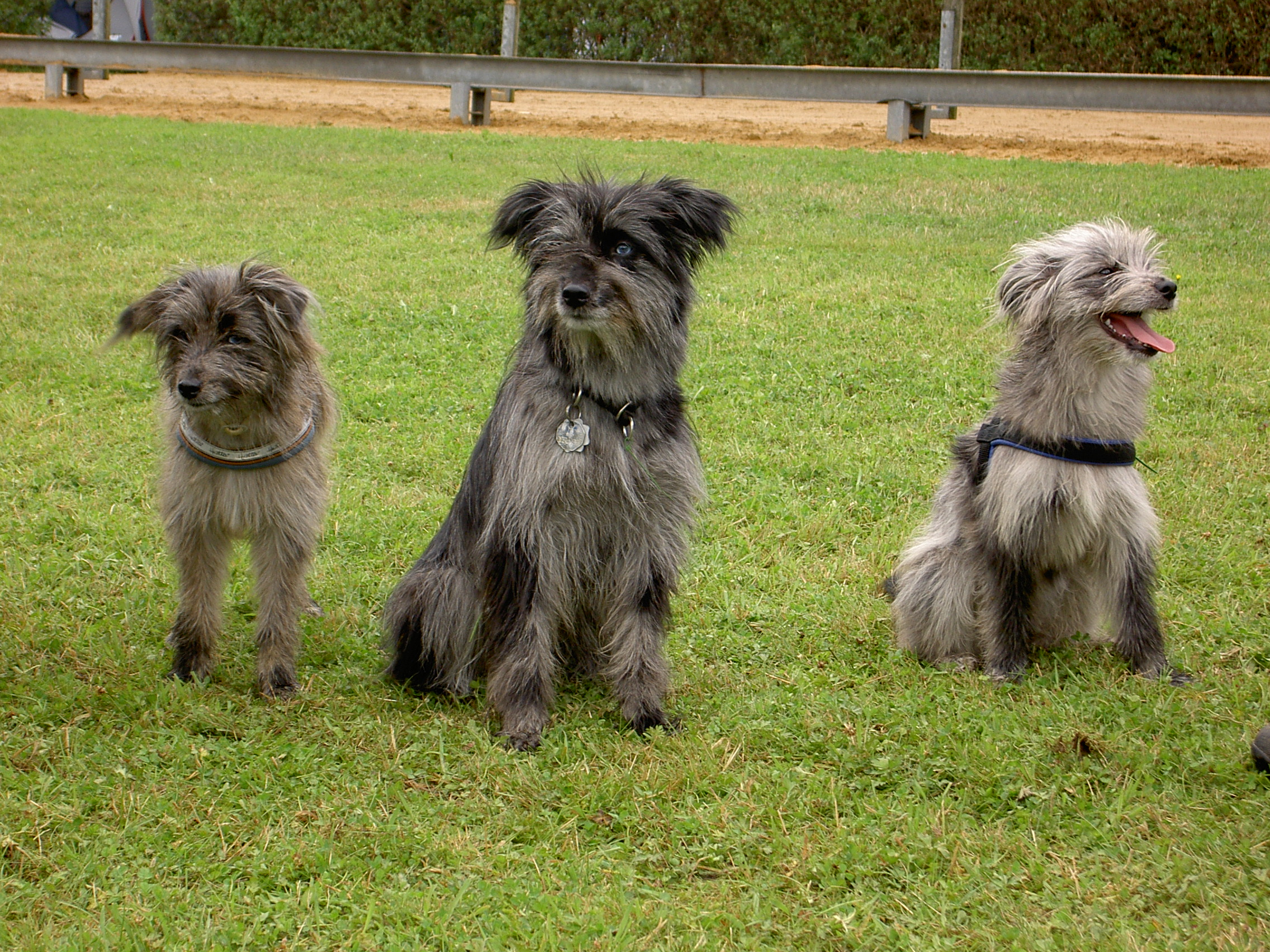
Mittellanghaar (Mutter mit 2 Töchtern)

## Wesen
Der Berger des Pyrénées ist ein Hund, der bei einem Minimum an Größe und Gewicht ein Maximum an Energie besitzt. Fremden gegenüber kann er zurückhaltend und misstrauisch sein, dabei spielen Sozialisation und Erziehung natürlich eine sehr große Rolle. Die eigene Familie sowie enge Freunde der Familie liebt er hingebungsvoll.
Die Anhänglichkeit seinen Menschen gegenüber macht den Berger des Pyrénées für eine reine Zwingerhaltung ungeeignet; er will immer und überall mit dabei sein. Er hält dabei immer nach Gelegenheiten Ausschau, wie er seinen Menschen „helfen“ kann – wichtig für einen Arbeitshund, der im ursprünglichen Einsatzbereich recht selbstständig sein sollte. Als Beschäftigungsmöglichkeiten sind unter anderem Agility, Obedience oder Hütearbeit zu nennen. Die Erziehung und Ausbildung sollte absolut konsequent sein, dabei aber liebevoll und freundlich.

## Piémont
Eine weitgehend unbekannte besondere Form des glatthaarigen Bergers ist der Piémont. Dieser Schlag ist im Unterland der Pyrenäen (ital. Piemont: Fuß der Berge) verbreitet. Er hat auch am Körper kurzes glattes Haar. Diese Rassevariante war fast ausgestorben und wird derzeit züchterisch wieder gefestigt.